# Eleição municipal de Arapiraca em 2024
A eleição municipal da cidade brasileira de Arapiraca ocorreu no dia 6 de outubro de 2024 (domingo), onde os 155.991 eleitores elegeram um prefeito, vice-prefeito e 19 vereadores para a administração municipal. Como Arapiraca não possui 200 mil eleitores, a eleição foi decidida em turno único.
O atual prefeito Luciano Barbosa, do MDB, foi reeleito com 100.890 votos, contra 16.635 da ex-prefeita Fabiana Pessoa (PL). Dr. Silvio Cezar (PSOL) e Lindomar Ferreira (PSDB) receberam apenas 583 e 536 votos do eleitorado arapiraquense, enquanto o candidato do Solidariedade, Tarcizo Freire, retirou a candidatura faltando 4 dias para a eleição. Houve ainda 3.267 votos em branco, 5.914 nulos e 28.157 abstenções.
O MDB foi ainda o partido que mais elegeu vereadores, tendo obtido 8 vagas na Câmara Municipal, seguido pelo PP, com 5 eleitos e pelo PSB, com 2. União Brasil, PL e PODE elegeram um vereador cada.

## Antecedentes
Nas eleições de 2020, 8 candidaturas foram registradas para disputar a prefeitura municipal, mas Odilon Tenório (PMN, atual MOBILIZA) desistiu da campanha para apoiar o então vice-governador de Alagoas Luciano Barbosa, que chegou a ser expulso do MDB em outubro e impedido de continuar na disputa, mas liberado para concorrer após um recurso. Ainda com situação indefinida, o candidato emedebista recebeu 59.249 votos, enquanto a então prefeita Fabiana Pessoa (Republicanos), que tentava a reeleição, obteve 20.874. Em dezembro, a candidatura de Luciano Barbosa foi deferida por decisão unânime do TRE.

## Calendário eleitoral
| Início        | Fim           | Atividades | Status    |
| ------------- | ------------- | --- | --------- |
| 7 de março    | 5 de abril    | Janela partidária para vereadores trocarem de partido visando concorrer às eleições sem perder o mandato. | Realizado |
| 6 de abril    | 6 de abril    | Data-limite para todas as legendas e federações partidárias obterem o registro dos estatutos no TSE e para todos os candidatos terem domicílio eleitoral na circunscrição em que desejam disputar as eleições com a filiação deferida pelo partido. | Realizado |
| 15 de maio    | 15 de maio    | Início da campanha de arrecadação prévia de recursos na modalidade de financiamento coletivo para pré-candidatos, sem realização de pedidos de voto e obedecendo a regras relativas à propaganda eleitoral na Internet.                             | Realizado |
| 20 de julho   | 5 de agosto   | Realização de convenções partidárias para deliberar sobre coligações e escolher candidatos às prefeituras e aos cargos de vereador. Os partidos têm até 15 de agosto para registrar os nomes na Justiça Eleitoral.                                  | Realizado |
| 16 de agosto  | 16 de agosto  | Início das campanhas eleitorais de forma igualitária, podendo qualquer publicidade ou manifestação com pedido explícito de voto antes da data ser considerada irregular e multada.                                                                  | Realizado |
| 30 de agosto  | 3 de outubro  | Veiculação da propaganda eleitoral gratuita no rádio e na televisão. | Realizado |
| 6 de outubro  | 6 de outubro  | Realização do primeiro turno das eleições municipais. | Realizado |
| 11 de outubro | 25 de outubro | Veiculação da propaganda eleitoral gratuita no rádio e na televisão para o segundo turno. | Realizado |
| 27 de outubro | 27 de outubro | Realização de um eventual segundo turno nas cidades com mais de 200 mil eleitores em que o candidato a prefeito mais votado não tenha atingido a metade mais um dos votos válidos.                                                                  | Realizado |

## Candidaturas
| Nº | Candidato         | Partido                         | Candidato a vice        | Cargos relevantes ou profissão | Coligação                                                                                                  | Tempo no horário eleitoral |
| -- | ----------------- | ------------------------------- | ----------------------- | --- | --- | -------------------------- |
| 15 | Luciano Barbosa   | MDB                             | Rute Nezinho (PP)       | Prefeito de Arapiraca (2005–2012 e desde 2021), Vice-governador de Alagoas (2015–2020), Secretário de Educação de Alagoas (2015–2020) | "Arapiraca 100 Anos, Juntos Vamos Fazer Muito Mais" (MDB, PP, PSB, UNIÃO, PODE e Fed. Brasil da Esperança) |                            |
| 22 | Fabiana Pessoa    | PL                              | Manu Farias (PL)        | Prefeita de Arapiraca (2020), Vice-prefeita (2017–2020), Vereadora (2013–2016)                                                        | "Desperta Arapiraca" (PL, PMB e Republicanos)                                                              |                            |
| 45 | Lindomar Ferreira | PSDB (Federação PSDB Cidadania) | Jotinha Abreu (PSDB)    | Empresário | Federação PSDB Cidadania                                                                                   |                            |
| 50 | Dr. Silvio Cezar  | PSOL (Federação PSOL REDE)      | Julio Cavalcante (PSOL) | Advogado | Federação PSOL REDE                                                                                        |                            |

### Desistências
| Nº | Candidato      | Partido       | Candidato a vice              | Cargos relevantes ou profissão                      | Coligação            | Motivo da desistência                        |
| -- | -------------- | ------------- | ----------------------------- | --------------------------------------------------- | -------------------- | -------------------------------------------- |
| 77 | Tarcizo Freire | Solidariedade | Neuza Jussara (Solidariedade) | Deputado estadual (2015–2023), Vereador (1997–2014) | Partido não coligado | Falta de estrutura em sua campanha eleitoral |

## Resultados

### Prefeito
| Candidato(a)           | Candidato(a)                   | Vice                          | 1º turno 6 de outubro de 2024 | 1º turno 6 de outubro de 2024 |
| Candidato(a)           | Candidato(a)                   | Vice                          | Total                         | Porcentagem                   |
| ---------------------- | ------------------------------ | ----------------------------- | ----------------------------- | ----------------------------- |
|                        | Luciano Barbosa (MDB)          | Rute Nezinho (PP)             | 59.249                        | 54,56%                        |
|                        | Fabiana Pessoa (PL)            | Manu Farias (PL)              | 20.874                        | 19,22%                        |
|                        | Dr. Silvio Cezar (PSOL)        | Julio Cavalcante (PSOL)       | 460                           | 0,42%                         |
|                        | Lindomar Ferreira (PSDB)       | Jotinha Abreu (PSDB)          | 536                           | 0,45%                         |
|                        | Tarcizo Freire (Solidariedade) | Neuza Jussara (Solidariedade) | 0                             | 0%                            |
| Total de votos válidos | Total de votos válidos         | Total de votos válidos        | 118.644                       | 92,82%                        |
| → Votos em branco      | → Votos em branco              | → Votos em branco             | 3.267                         | 2,56%                         |
| → Votos nulos          | → Votos nulos                  | → Votos nulos                 | 5.914                         | 4,63%                         |
| Total de votos         | Total de votos                 | Total de votos                | 127.825                       | 81,95%                        |
| Abstenções             | Abstenções                     | Abstenções                    | 28.157                        | 18,05%                        |
| Total de inscritos     | Total de inscritos             | Total de inscritos            | 155.991                       |                               |

## Vereadores eleitos
Representação eleita
  PMDB: 9
  PP: 5
  PSB: 2
  PL: 1
  UNIÃO: 1
  PODE: 1

Fonteː
| Candidato eleito        | Partido | Votação | Porcentagem | Cidade onde nasceu | Unidade federativa |
| Rogério Nezinho         | MDB     | 6.597   | 5,40%       | Arapiraca          | Alagoas            |
| Sérgio do Sindicato     | PP      | 5.139   | 4,21%       | Arapiraca          | Alagoas            |
| Léo Saturnino           | MDB     | 4.410   | 3,61%       | Arapiraca          | Alagoas            |
| Alisson da TIM          | PP      | 4.343   | 3,55%       | Arapiraca          | Alagoas            |
| Ramon Izidoro           | PSB     | 3.169   | 2,59%       | Arapiraca          | Alagoas            |
| Edvânio do Cangandu     | MDB     | 3.053   | 2,50%       | Arapiraca          | Alagoas            |
| Aldo Veiga              | MDB     | 3.009   | 2,46%       | Arapiraca          | Alagoas            |
| Márcio do Canaã         | MDB     | 2.987   | 2,44%       | Arapiraca          | Alagoas            |
| Julia Henrique          | MDB     | 2.920   | 2,39%       | Arapiraca          | Alagoas            |
| Wellington de Magalhães | MDB     | 2.877   | 2,35%       | Arapiraca          | Alagoas            |
| Pablo Fênix             | PP      | 2.873   | 2,35%       | Arapiraca          | Alagoas            |
| Maciel Oliveira         | MDB     | 2.799   | 2,29%       | Arapiraca          | Alagoas            |
| Carol                   | PODE    | 2.447   | 2%          | Arapiraca          | Alagoas            |
| Fabiano Leão            | PP      | 2.260   | 1,85%       | Arapiraca          | Alagoas            |
| Melquisedec             | MDB     | 2.131   | 1,74%       | Arapiraca          | Alagoas            |
| Thiago ML               | UNIÃO   | 2.101   | 1,72%       | Recife             | Pernambuco         |
| Jackelline Barbosa      | MDB     | 2.020   | 1,65%       | Arapiraca          | Alagoas            |
| Vavazinho               | PL      | 1.747   | 1,43%       | Arapiraca          | Alagoas            |
| Dr. Fábio Pereira       | PSB     | 1.695   | 1,39%       | Arapiraca          | Alagoas            |